# 개림중학교
개림중학교(開林中學校)는 대한민국 부산광역시 부산진구 개금동에 있는 공립 중학교이다.

## 학교 연혁
- 2001년 1월 1일 : 개림중학교 설립인가 (10학급) 조례 공포
- 2001년 3월 1일 : 초대 강천형 교장 취임
- 2001년 3월 5일 : 개교 및 제1회 입학식 (10학급 375명)
- 2001년 12월 3일 : 지식정보화사회 학교모형개발 정책 연구학교 지정(3년, 교육인적자원부)
- 2004년 2월 19일 : 제1회 졸업식 (365명 졸업)
- 2007년 4월 1일 : 펜싱부 창단
- 2009년 11월 1일 : 개림지역문화센터 개관
- 2014년 3월 1일 : 학교체육 활성화 교육과정 혁신형 창의 경영학교
- 2018년 9월 10일 : 창의공작실 개소
- 2019년 10월 31일 : 급식현대화사업 준공
- 2024년 2월 7일 : 제21회 졸업식(7학급 187명 졸업, 누계 6,087명)
- 2024년 3월 4일 : 제24회 입학식(8학급 191명)
- 2024년 9월 1일 : 제10대 강경필 교장 취임

## 참고 자료
- 개림중학교 - 한국교육학술정보원 학교알리미